# Нільс Ареструп
Нільс Ареструп (фр. Niels Arestrup; 8 лютого 1949, Монтрей, Франція — 1 грудня 2024) — французький театральний і кіноактор, сценарист та режисер данського походження. Тричі лауреат премії «Сезар» за найкращу чоловічу роль другого плану та низки інших професійних та фестивальних кінонагород .

## Біографія та кар'єра
Нільс Ареструп народився 8 лютого 1949 в Монтреї (департамент Сена-Сен-Дені у Франція) у скромній родині данця, який емігрував до Франції під час Другої світової війни, та француженки. В юнацькі роки навчався на курсах акторської майстерності Тані Балашової. Починав акторську кар'єру у театрі.
1973 року Нільс Ареструп дебютував в кіно, зігравши невелику роль у фільмі Самі Павела «Міс О'Жіні та чоловіки-квіти». У 1974 році знявся в авантюрній драмі режисера Алена Рене «Ставіський», в якій зіграв роль Рудольфа, секретаря Льва Троцького. Паралельно з виступами на театральній сцені, Ареструп продовжував зніматися у кіно, створюючи образи яскравих персонажів другого плану, що запам'ятовуються, найчастіше негативних або двоїстих. Подібні ролі актор виконав у фільмах «Виверт» (1979), «Жінка-поліцейський» (1979), «Вовки серед вовків» (1985).
З середини 1980-х років Нільса Ареструпа почали запрошувати на головні ролі. Так, у 1984 році він зіграв роль коханця одруженої головної героїні у фільмі Марко Феррері «Майбутнє — це жінка», у 1991-му з'явився у фільмі «Зустріч з Венерою» в ролі диригента угорського оркестру Золтана Шанто, який «воює» з Паризьким оперним театром. У 2002 році Ареструп виконав головну роль у режисерському дебюті Софі Марсо, драмі «Поговори зі мною про любов».
Світову славу Нільсу Ареструпу принесли ролі у фільмах Жака Одіара «І моє серце завмерло» (2005) та «Пророк» (2009). За кожну з цих ролей актор отримав премію «Сезар» у номінації «Найкращий актор другого плану». У драмі «І моє серце завмерло» Ареструп зіграв власника напівкримінального бізнесу, який перепродує покинуті будинки, безжально виганяючи нелегальних іммігрантів, що оселилися в них, та примушує свого сина Тома (Ромен Дюріс) займатися тим же. У тюремному трилері «Пророк», який отримав Гран-прі 62-го Каннського кінофестивалю, та 9 премій «Сезар», Нільс Ареструп зіграв роль «пахана», ватажка банди корсиканців, яка тримає у страху решту ув'язнених.
У 2006 році Нільс Ареструп дебютував як режисер, знявши політичну драму «Кандидат», головну роль в якій виконав актор Іван Атталь.
У 2014 році Нільс Ареструп отримав третю премію «Сезар» як найкращий актор другого плану за роботу у фільмі «Набережна Орсе» Бертрана Таверньє, де він зіграв роль глави уряду Клод Мопа. У цьому ж році актор зіграв роль німецького коменданта Парижу, що отримав наказ підірвати історичну частину міста у фільмі Фолькера Шльондорфа «Дипломатія». За цю роботу актора було вперше номіновано на премію «Сезар» як найкращого актора головної ролі. Партнером Ареструпа у фільмі виступив Андре Дюссольє, що виконав роль французького дипломата.
У 2015 році Нільс Ареструп знявся з Бредом Піттом, Анджеліною Джолі та Мелані Лоран у фільмі Анджеліни Джолі «Біля моря», де зіграв роль власника бару.
У 1988 році Ареструп відкрив свою власну театральну школу «Ménilmontant» у Парижі. Майбутні актори, окрім курсу драматичної майстерності, отримують уроки танців, співу, акробатики, фехтування, англійської мови.

## Фільмографія (вибіркова)
| Рік       |    | Українська назва                     | Оригінальна назва                       | Роль                        |
| --------- | -- | ------------------------------------ | --------------------------------------- | --------------------------- |
| 1974—1986 | с  | Панове присяжні засідателі           | Messieurs les jurés                     | Жан-Роже Паск'є             |
| 1974      | ф  | Ставіський                           | Stavisky...                             | Рудольф, секретар Троцького |
| 1974      | ф  | Міс О'Жіні та чоловіки-квіти         | Miss O'Gynie et les hommes fleurs       | Ів                          |
| 1975—1990 | с  | Сінема 16                            | Cinéma 16                               | Бренді                      |
| 1976      | ф  | Світло                               | Lumière                                 | Нано                        |
| 1976      | ф  | Завтрашні діти                       | Demain les mômes                        | Філіп                       |
| 1976      | ф  | Якби почати спочатку                 | Si c'était à refaire                    | Анрі Лано                   |
| 1976      | ф  | Велика ніч                           | Le grand soir                           | Леон                        |
| 1976      | ф  | Я, ти, він, вона                     | Je, tu, il, elle                        | водій вантажівки            |
| 1977      | ф  | Учні чародіїв                        | Les apprentis sorciers                  | Дантон                      |
| 1977      | ф  | Більше нормально, менш нормально     | Plus ça va, moins ça va                 | Вінсент                     |
| 1977      | тф | Відлига                              | Tauwetter                               | Жан-Люк                     |
| 1978      | тф | Лулу                                 | Lulu                                    | Шварц                       |
| 1978      | ф  | Пісня про Роланда                    | La chanson de Roland                    | комерсант / Отон            |
| 1979      | ф  | Вихор днів                           | Le tourbillon des jours                 | Жермен                      |
| 1979      | кф | Пристрасть жінки без серця           | La passion d'une femme sans coeur       | Карл                        |
| 1979      | ф  | Виверт                               | La dérobade                             | Андре                       |
| 1979      | ф  | Жінка-поліцейський                   | La femme flic                           | Домінік Альє, фотограф      |
| 1980      | тф |                                      | Bruges la morte                         | Гуго Віан                   |
| 1981      | ф  | Одні                                 | Seuls                                   | Жан                         |
| 1981      | тф | Вишневий сад                         | La cerisaie                             | Лопахін                     |
| 1981      | ф  | Блюз у голові                        | Du blues dans la tête                   | Ден                         |
| 1982      | тф | Таємниця принцеси Кадіньян           | Les secrets de la princesse de Cadignan | Растіньяк                   |
| 1982      | тф | Танець смерті                        | La danse de mort                        | Курт                        |
| 1982      | тф | Повернення Елізабет Вольф            | Le retour d'Elisabeth Wolff             | Стен Пілігрим               |
| 1984      | тф | Фрекен Жулі                          | Mademoiselle Julie                      | Жан                         |
| 1984      | ф  | Майбутнє — це жінка                  | Il futuro è donna                       | Гордон                      |
| 1985      | ф  | Підпис Шарлоти                       | Signé Charlotte                         | Матьє                       |
| 1985      | ф  | Дизель                               | Diesel                                  | Нельсон                     |
| 1985      | ф  | Вовки серед вовків                   | Les loups entre eux                     | Майк                        |
| 1987      | ф  | Румба                                | La rumba                                | комісар Дето                |
| 1987      | ф  |                                      | Barbablù, Barbablù                      | Гастон                      |
| 1987      | ф  | Шарлі Дінго                          | Charlie Dingo                           | Вільям                      |
| 1988      | ф  | Чуже місто                           | Ville étrangère                         | Gregor Keuschnig            |
| 1988      | тф | Алея в місячному світлі              | La ruelle au clair de lune              | професор Ганс Клемм         |
| 1989      | с  | Хміль перетворення                   | Rausch der Verwandlung                  | Фердинанд Фарнер            |
| 1989      | ф  | Гірка й солодка                      | Doux amer                               | Жан                         |
| 1989      | тф | Мамон Ролан                          | Manon Roland                            | Дантон                      |
| 1991      | тф | Велика дюна                          | La grande dune                          | Кайзер                      |
| 1991      | ф  | Зустріч з Венерою                    | Meeting Venus                           | Золтан Шанто                |
| 1992      | ф  | Покинута жінка                       | La femme abandonnée                     | Оскар де Вільно             |
| 1993      | тф | Альберт Саварус                      | Albert Savarus                          | Альберт Саварус             |
| 1994      | ф  | Апетитний малюк                      | Délit mineur                            | Клод                        |
| 1995      | ф  | Останні дні жертви                   | Les derniers jours de la victime        | Мендізабал                  |
| 1995      | ф  | Громадянин Ланглуа                   | Citizen Langlois                        | озвучування                 |
| 1998      | ф  | Останній секрет                      | Rewind                                  | Фабріс Ріваль               |
| 2000      | ф  | Пікнік Лулу Кретц                    | Le pique-nique de Lulu Kreutz           | Яша Стег                    |
| 2000      | тф | Частина тіні                         | La part de l'ombre                      | Шарль Оберле                |
| 2000      | ф  | Цей лист мені написав Фернардо Крапп | Fernando Krapp m'a écrit cette lettre   | Фернандо Крапп              |
| 2001      | с  | Розслідування Елоїзи Ром             | Les enquêtes d'Éloïse Rome              | Ван Роотен                  |
| 2002      | ф  | Приватна справа                      | Une affaire privée                      | батько Рашель               |
| 2002      | ф  | Поговори зі мною про любов           | Parlez-moi d'amour                      | Рішар                       |
| 2005      | ф  | І моє серце завмерло                 | De battre mon coeur s'est arrêté        | Роберт Сейр                 |
| 2006      | тф | Воїн веселки                         | Le Rainbow Warrior                      | Ле Дюк                      |
| 2006      | ф  | Фрагменти Антоніна                   | Les fragments d'Antonin                 | професор Лантьє             |
| 2007      | ф  | Кандидат                             | Le candidat                             | Жорж — стратег партії       |
| 2007      | ф  | Тваринна частина                     | La part animale                         | Анрі Шам'є                  |
| 2007      | ф  | Скафандр і метелик                   | Le scaphandre et le papillon            | Руссін                      |
| 2009      | ф  | Пророк                               | Un prophète                             | Цезар Лучіані               |
| 2009      | с  | Колекція «Нуар»                      | Suite noire                             | Жерар                       |
| 2009      | ф  | Справа Фаруелла                      | L'affaire Farewell                      | Вальє                       |
| 2010      | ф  | Її звуть Сара                        | Elle s'appelait Sarah                   | Жуль Дюфейр                 |
| 2010      | ф  | Людина, яка хотіла жити по-своєму    | L'homme qui voulait vivre sa vie        | Бартоломео                  |
| 2010      | ф  | Маленький світ                       | Je n'ai rien oublié                     | Томас Сінн                  |
| 2011      | ф  | Будь моїм сином                      | Tu seras mon fils                       | Поль де Марсель             |
| 2011      | ф  | Бойовий кінь                         | War Horse                               | дідусь                      |
| 2012      | ф  | Після кохання                        | À perdre la raison                      | Андре Пеньє                 |
| 2013      | ф  | Набережна Орсе                       | Quai d'Orsa                             | Клод Мопа                   |
| 2013      | ф  | Дюна                                 | La dune                                 | Reuven                      |
| 2014      | ф  | Дипломатія                           | Diplomatie                              | генерал фон Холтіц          |
| 2014      | ф  | 96 годин                             | 96 heures                               | Віктор Кансель              |
| 2014      | ф  | Світлий тато                         | Papa lumière                            | Жак                         |
| 2015      | ф  | Біля моря                            | By the Sea                              | власник бару                |
| 2017      | ф  | Повернення в Монток                  | Rückkehr nach Montauk                   | Вальтер                     |
| 2017      | ф  | До побачення там, нагорі             | Au revoir là-haut                       | Марсель Перикур             |
| 2018      | ф  | Ван Гог. На порозі вічності          | At Eternity's Gate                      |                             |

## Визнання
| Рік                                  | Категорія                     | Фільм                             | Результат |
| ------------------------------------ | ----------------------------- | --------------------------------- | --------- |
| Премія «Сезар»                       |                               |                                   |           |
| 2006                                 | Найкращий актор другого плану | І моє серце завмерло              | Перемога  |
| 2010                                 | Найкращий актор другого плану | Пророк                            | Перемога  |
| 2011                                 | Найкращий актор другого плану | Людина, яка хотіла жити по-своєму | Номінація |
| 2014                                 | Найкращий актор другого плану | Набережна Орсе                    | Перемога  |
| 2015                                 | Найкращий актор               | Дипломатія                        | Номінація |
| 2018                                 | Найкращий актор другого плану | До побачення там, нагорі          | Номінація |
| Асоціація кінокритиків Лос-Анджелеса |                               |                                   |           |
| 2010                                 | Найкращий актор другого плану | Пророк                            | Перемога  |
| Міжнародна спілка кіноманів          |                               |                                   |           |
| 2011                                 | Найкращий актор другого плану | Пророк                            | Перемога  |
| Міжнародний кінофестиваль у Сіетлі   |                               |                                   |           |
| 2013                                 | Найкращий актор               | Будь моїм сином                   | Номінація |
| Кришталевий глобус                   |                               |                                   |           |
| 2014                                 | Найкращий актор               | Набережна Орсе                    | Номінація |